# Paulo Henrique Carreira Jorge
Paulo Henrique (Paulo Henrique Carreira Jorge), nasceu em Luanda (Angola), filho de pais portugueses, mudou-se para Leiria quando da Guerra Civil Angolana. Paulo Henrique é um performer,  coreógrafo e artista português. Tem vindo a criar espectáculos pluridisciplinares onde a dança, o teatro e o video se cruzam.

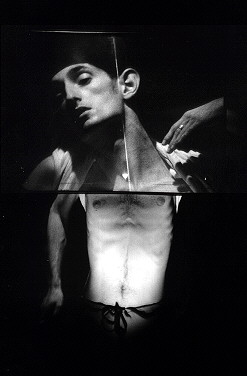
"De Agora Em Diante /From Now On"

## Biografia
Estudou no Forum Dança em Lisboa. Foi Bolseiro da Fundação Calouste Gulbenkian / Fundação Luso-Americana e Centro Nacional de Cultura para o Instituto de Teatro e Cinema Lee Strasberg em Nova Iorque. Foi interno na companhia Trisha Brown enquanto em Nova Iorque onde frequentou ainda o instituto Film/Video & Arts.
Trabalhou e colaborou com os seguintes artistas : Madalena Victorino, Meg Stuart, Vera Mantero, Lidia Martinez, Olga Mesa, Meredith Monk, Trisha Brown, Robert Flynt, Eva Mueller, Iris Brosch entre outros.
O seu trabalho está arquivado no Digital Performance Archive (DPA), uma pesquisa das universidades Nottingham Trent e em seguida, Salford que realizaram uma coleta significativa e análise de eventos de performance digital e seu desenvolvimento durante os anos 90 e que foi e sobretudo mencionado no livro "Digital Performance" de Steve Dixon, MIT press 2007.
Foi ainda mencionado em várias publicações, revistas e livros com destaque para "TeDance" de Daniel Tércio, FMH 2009.
Desde 2014 participa no projecto GUELRA, laboratório de investigação coreográfica a convite da ARTE TOTAL, Braga. Desde 2016, criou e faz co-direção com Cristina Mendanha do "Braga Internacional Video Dança Festival". Por um lado para sublinhar outras formas de olhar o corpo e a dança, investindo-a num outro espaço e tempo e alargando a outros propósitos de olhar o corpo e possibilidades da dança através de outros utensílios e conceitos.  Com este Festival anual na cidade de Braga, em parceria com a ARTE TOTAL, Paulo Henrique encontra uma formade se retirar da dança como - produto - mas continuando a se interessar nas formas e formatos de fazer existir a dança e na difusão de novos olhares relativos ao corpo.
Entre 2015 e 2017 faz definitivamente uma viragem, continuando o corpo como centro de interesse, numa formação universitária "Dança e educação somática", com focus no corpo fragilizado, a importância do gesto e com intervenções externas em casas de acolho especializado no acompanhamento e melhoramento de vida dos residentes dessas mesmas casas de saúde mental & fisica, cruzando o seu interesse prévio com a imagem do corpo biológico, medical ( "Minimally Invasive" / "Contract With The Skin" ) mas desta vez numa conduta terapêutica e social acordando os aspetos pessoais, artísticos e as práticas medicamentalizadas com as possibilidades de intervenção somática e uma outra possível consciência do corpo.

## Projectos
- "Discobulo"(92),[4] Teatro Maria Matos, Lisboa 1993
- "Piano", Acarte, anfiteatro do Centro de Arte Moderna/ Fundação Calouste Gulbenkian, Lisboa 1993
- "Ode", parte do programa 'O que pode um Corpo' Culturgest, Lisboa 1994
- "Branco", parte do programa '31 Dezembro 1999", Teatro da Malaposta, Lisboa 1994
- "Terra Plana"(Flat Earth), Teatro da Malaposta, Lisboa 1994
- "Título Roubado", Festival X, Almada 1995
- "De Agora Em Diante / From Now On",[5] Festival Danças na Cidade, Teatro CineArte, Lisboa 1996
- "Minimally Invasive", Festival Mergulho no Futuro/EXPO98 com o Apoio M|i|Mo/C.M.Leiria, Teatro Maria Matos, Lisboa 1998,[6]
- "Contract With The Skin", CCB Lisboa 2000
- "Around One", Festival Danças na Cidade, ACARTE/ Gulbenkian 2002[7]
- "Hotel"(video), 2005
- "Surface Tension", Brighton Photo Fringe Festival, Brighton 2006
- "DOC.10", Festival Internacional de Dança, Casablanca 2006 & Box Nova, CCB Lisboa 2007
- "Surface Tension' + 'Autographs", Brighton Photo Fringe Festival 2008[8]
- "Autographs + Surface Tension", London photomonth, Londres 2009[9]
- "Frame & Re-Frame" Box Nova, CCB Lisboa 2010[10]
- "Night Trip" | parte do programa Dance 60x60,[11] Stratford Theater, Londres 2010
- "DOC.10" | Dança em parceria com a Escola de Dança Clara Leão | Teatro José Lúcio da Silva, Leiria 2010
- "Contract With The Skin" video + Live-Act/Performance | Festival Anymous, Pilsen (República Checa) 2011
- "Man In The Park" performance/instalação | 'Isto Tambem Sou Eu',[12] Casa Provisoria, Lisboa 2012
- "Hacker", Live-Act/Performance (non-official)|'Appropriated Spaces', Capital Europeia da Cultura, Guimarães 2012
- Performance + Video | Sala Volksroom, Bruxelas 2012"(in)translation", performance/video | Volksroom, Brussels 2012
- "(in)translation", performance/video | Volksroom, Bruxelas 2012
- "Transformation ou métamorphose" - Vers un progrès ininterrompu - video/photography, Paris 2012
- "Minimally Invasive" (video)| artist collective | "Body and Bodies, transgressions and narratives”, Museu mi|mo, Leiria 2013
- "Vecteurs du Corps", Dance & Performance, Video-mapping José Budha, Semana Das Cultura Estrangeiras, Casa André de Gouveia, Paris 2013
- "Stars on the Stairs" + "Memoire d'une image absent", Lieux Publics, Capital da cultura, Marselha 2013
- "Vecteurs du Corps"(video) + "Contract With The Skin", Special Effects Festival, Nova Iorque 2014
- Palestra & Vidéo Performance de Paulo Henrique, CHANTIERS d'EUROPE | Théâtre de la Ville, Fundação Calouste Gulbenkian, Paris 2014
- "Un homme. Une machine " (video – improvisação), Performance & Dança: Paulo Henrique, Digital Art: João Martinho Moura (Obra: WIDE/SIDE, 2015), edição video: Play Bleu, Residência artistica: Arte total | GNRation Galeria, Braga, 2015
- "Crucial Interventions" (video: Play Bleu) / Residência GUELRA | Arte Total, Braga 2015
- "Don´t Look" (video: Play Bleu) / Residência GUELRA | Arte Total, Braga 2015
- Intervenção em educação somática e artística com públicos frágeis, região de Paris, 2017/2108
- Participação ao festival de Video Dança com "Don´t Look", Festival da Quinzena de Dança em Almada, 2020
- Curadoria e co-direcção do Braga International Dance Video festival, Braga 2016 a 2021
- Participação na Mostra Internacional de Videodança São Carlos com "Don´t Look", Brasil, 2021
- Participação na "Semana da Performance e Arte dos Media", Banco das Artes Galeria, Leiria (PT) curadoria de Ana David Mendes.
- Participação na exposição 𝙋𝙖𝙧𝙖 𝙪𝙢𝙖 𝙏𝙞𝙢𝙚𝙡𝙞𝙣𝙚 𝙖 𝙃𝙖𝙫𝙚𝙧 — 𝙜𝙚𝙣𝙚𝙖𝙡𝙤𝙜𝙞𝙖𝙨 𝙙𝙖 𝙙𝙖𝙣𝙘̧𝙖 𝙚𝙣𝙦𝙪𝙖𝙣𝙩𝙤 𝙥𝙧𝙖́𝙩𝙞𝙘𝙖 𝙖𝙧𝙩𝙞́𝙨𝙩𝙞𝙘𝙖 𝙚𝙢 𝙋𝙤𝙧𝙩𝙪𝙜𝙖𝙡 - Museu de Serralves, Porto de 22 ABR - 28 NOV 2021

## Colaborações
- 2021 - "GUELRA", livro sobre reflexões na criaçao contemporânea, vários artistas, publicação Arte Total, Braga
- 2020 - "Life Lines", livro fotografia de Eric Rhein, publição Institue193, ISBN-10 : 1732848238
- 2019 - "Corps et Artivisme" com Alberto Sorbelli/ Sarah Trouche /Catherine Bay et autres - intervenção/ performance, Paris
- 2018 - "Effraction" com Evelyne le Pollotec, intervenção/performance - escultura "Parure" de d’Axel Rogier-Waeselynck, CRR 93, Paris
- 2018 - "The Fop" com Jack Shamblin, Mia Kunter productions, Dixon Place, Nova Iorque
- 2017 - "PN6" La Porte Noir, com Nathalie Tiennot, Paris
- 2015 - "UnNamed" com João Martinho Moura, residência artistica GUELRA, GNRation e ARTE TOTAL, Braga
- 2014 - "L'Uomo" com Iris Brosch, OPEN17, Venice
- 2013 - "Stars on the Stairs" com Lidia Martinez/ Lieux Publics, Marselha capital da cultura
- 2013 - "Vecteurs du Corps” - Vidéo Mapping com José BUDHA, Semana das Culturas Estrangeiras (Semaine des cultures étrangères), Paris
- 2007 - "21 of April", fotogarfia com Oswaldo Ruiz, Œuvre: Mitcham, Londres
- 2005 - Lançamento de "T-Cell Chronicles", VJ/ DJ com Jimmy Somerville, Fabrica, Brighton
- 2005 - "The Dance", Fine Arts/Nudes com Eva Mueller, Nova Iorque
- 2003 - "Phobias in Polyphony" fotografia com Robert Flynt, Nova Iorque
- 2003 - "O Som Amarelo | Noite" de Wassily Kandinsky, coreógrafo. Com direcção de Anabela Mendes, Centro Cultural de Belém, Lisboa
- 2001 - "[Your] Numbered Days", livro fotografia de Robert Flynt, Publiação: Dr. Cantz'sche Druckerei, Nova Iorque
- 1997/98 - "Partial Disclosures"[13] fotografia com Robert Flynt, Nova Iorque

Outras colaborações:  Bernardo Montet, Margarida Bettencourt & Carlos Zingaro, Cristina Benedita & Carlos Zingaro, David Zambrano, Lance Gries, Manuel Granja, Helder Luis, Rita Castro Neves, André Guedes, Barbara Duchow, Luciana Fina, Filipe Lopes/ PlayBleu.

Produtores e estruturas: Gil Mendo & Ezequiel Santos - Forum Dança; Mark Deputter - Festival Danças na cidade/ Festival Alkantara; Natxo Checa - Festival Atlântico/ ZDB; Dinis Guarda - Festival Numero; Ana David - Museu mi|mo/ Galeria Banco de Portugal, Sue Gollifer - Brighton University/ Digital Media Arts, Ghislaine Boddington - Butterfly Effect Network; Graça Passos - CENTA, Sofia Neuphart - CEM, Cristina Mendana - Arte Total/ Salvo Conduto et GUELRA; Compagnie ABEL - Évelyne Le Pollotec, Paris.

Fotografia : Bill Jacbson, Eric Rhein, Christophe Apatie.

TV & Cinema :
Figuaração
- 2021 : "Maigret et la jeune morte" de Patrice Leconte
- 2020 : "En attendant Bojangles" de Régis Roinsard
- 2020 . "De Gaulle, l'éclat et le secret" de Rémi Lebouc; Simone Harari Baulieu
- 2019 : "J'accuse_(filme)" de Roman Polanski[14][15]
- 2019 : "Plan cœur" (saison 2) de Noémie Saglio e Julien Teisseire, Netflix
- 2002 : "Anatomie de l'enfer" de Catherine Breillat

Dança
- 2003 : "Paulo Henrique / Entre Nós"[16], entrevista, Raquel Santos – Universidade Aberta/ TV RTP2
- 1994 : "Terra Plana", entrevista, programa FORUM MUSICAL/ TV RTP2

1992 : "Diário de um desaparecido" de Fernando Ávila/ coreografia de Madalena Victorino, TV RTP2

## Publicações
Livros : 

. Tércio, Daniel (2009) "TeDance – Perspectives on Technologically Expanded Dance". Lisboa:FMH, ISBN 987-972-735-160-2 

. Dixon, Steve. ("Digital Performance, A History of New Media in Theater, Dance, Performance Art, and Installation". Cambridge, Massachusetts | London, England: The MIT Press, ISBN-13: 978-0-262-04235-2

. Fazenda, Maria José (1997). "Movimentos presentes: Aspectos da dança independente em Portugal". Lisboa: Cotovia | Danças na Cidade, ISBN 972-842-303-9 

Jornais & magazines : 

. Leiria, Manuel in Região de Leiria, 13 fevereiro 2020 | Redacção, in Jornal de Leiria, 6 fevereiro 2020 | Alberto, Ana Catarina in LusoJournal, pag. 14, 11 junho 2014 | Alberto, Ana Catrina in LusoJournal, pag.20, 2 outubro 2013 | . Santos, Monica Monteiro, "Talento", Revista In jornal Região de Leiria, n.76 fevereiro 2006 | . 1ª Fila, jornal de Arte e Cultura. A dimensão poética dos corpos, avril 2002 |. Número Festival, Édition Spéciale In Número magazine, novembro 2001 | "Corpo Fast Forward", Número Magazine, Porto capital europeia da cultura, Porto 2001 | . Mentes que Brilham. In Região de Leiria: Leiria, janeiro 2000 | ."Público" suplemento Computadores/ Janela Indiscreta, In jornal Público, 22 novembro, 1999/ Noticias Magazine | . O Ritual da Preparação. In Diário de Noticias: Lisboa, outubro 1999 | . Ribeiro, António (1999), Poesia versus tecnologia. In NÚMERO magazine n.4 - 1999 | . Santos, Ezequiel. Fluid Bodies. In "Ballet International Tanz Aktuel", n.2, 1998 | . Ribeiro, Artur in "Mundo Portugês", n.50 março 1998 | Vernay, Marie-Christine, "La Performance déformante de Paulo Henrique" in Libération, 29 maio 1998 | .Expresso suplemento / "Corpo Humano como interface" in journal Expresso, Dezembro 1997.
Textos :
.Henrique, Paulo ( 2016/2017). Textos de Opinião. In Jornal de Leiria, edição mensual, Leiria (PT)
.Henrique, Paulo (2002). Visando o imprevisto. In revista Espaço-Corpo, n.31/2, março, Lisbonne (PT)
.Henrique, Paulo (2000). Paulo Henrique. In Jubilate, n.3 , novembro. Paris (FR)

.Henrique, Paulo (1998). Deixei de Fumar / I' ve Given Up Smoking. In Thearterschrift, (A.Lepecki, Ed.). Lisboa: Danças na Cidade/ Cotovia (DE/PT) 

## Externos
- (em português) Biografia
- (em português) Paulo Henrique, Bolseiro Dança Teatro, Centro Nacional de Cultura
- (em português) Entrevista, programa "Entre Nós", RTP
- (em português) "Frame & Re-Frame",  BoxNova, Centro Cultural de Belém
- "Lista" de performances e de locais onde Paulo Henrique se apresentou
- Livro:Dance In Portugal: Portuguese Dancers, Portuguese Dances, Paulo Henrique, Mário Franco, Rita Marcalo, Teresa Simas[ligação inativa], Editor / publicado por: Llc Books, ISBN 1157814182